# Challenger de Maui 2013
El torneo Maui Challenger 2013 fue un torneo profesional de tenis. Perteneció al ATP Challenger Series 2013. Se disputó su 4ª edición sobre superficie dura, en Maui, Estados Unidos entre el 20 y el 27 de enero de 2013.

## Jugadores participantes del cuadro de individuales

### Cabezas de serie
| País                      | Jugador            | Rank1 | Favorito |
| Bandera de Japón          | Go Soeda           | 73    | 1        |
| Bandera de Japón          | Tatsuma Ito        | 84    | 2        |
| Bandera de Estados Unidos | Michael Russell    | 94    | 3        |
| Bandera de Estados Unidos | Tim Smyczek        | 125   | 4        |
| Bandera de Rusia          | Alex Bogomolov Jr. | 133   | 5        |
| Bandera de Estados Unidos | Denis Kudla        | 136   | 6        |
| Bandera de Brasil         | Thiago Alves       | 145   | 7        |
| Bandera de Estados Unidos | Ryan Sweeting      | 153   | 8        |
| ------------------------- | ------------------ | ----- | -------- |

- 1 Se ha tomado en cuenta el ranking del día 14 de enero de 2013.

### Otros participantes
Los siguientes jugadores recibieron una invitación (wild card), por lo tanto ingresan directamente al cuadro principal:
- Devin Britton
- Dennis Lajola
- Petr Michnev
- Ma Rong

Los siguientes jugadores ingresan al cuadro principal tras disputar el cuadro clasificatorio:
- Jean Andersen
- Hiroki Kondo
- Carsten Ball
- Takuto Niki

## Jugadores participantes en el cuadro de dobles

### Cabezas de serie
| País                      | Jugador            | País                      | Jugador         | Rank1 | Favorito |
| Bandera de Estados Unidos | Devin Britton      | Bandera de Estados Unidos | Austin Krajicek | 253   | 1        |
| Bandera de Rusia          | Alex Bogomolov Jr. | Bandera de Estados Unidos | Steve Johnson   | 266   | 2        |
| Bandera de China Taipéi   | Hsin-Han Lee       | Bandera de China Taipéi   | Hsien-Yin Peng  | 275   | 3        |
| Bandera de Estados Unidos | Nicholas Monroe    | Bandera de Estados Unidos | Donald Young    | 325   | 4        |
| ------------------------- | ------------------ | ------------------------- | --------------- | ----- | -------- |

- 1 Se ha tomado en cuenta el ranking del día 14 de enero de 2013.

### Otros participantes
Los siguientes jugadores recibieron una invitación (wild card), por lo tanto ingresan directamente al cuadro principal:
- Daniel Kosakowski /  Michael McClune
- Mikael Maatta /  Den Tribler
- Rick Kepler /  Dennis Lajola

## Campeones

### Individual Masculino
- Go Soeda derrotó en la final a  Mischa Zverev  por 7-5 7-5

### Dobles Masculino
- Hsin-Han Lee /  Hsien-Yin Peng derrotaron en la final a  Tennys Sandgren /  Rhyne Williams por 6-7(1) 6-2 [10-5]